# Moses (tradução automática)
Moses é um motor de tradução automática de base estatística na forma de software livre que permite treinar modelos de tradução com coleções de textos alinhados (corpus paralelo) para qualquer par de línguas.